# صردي (خروف إيطالي)
الصردي أو الخروف السرديني سلالة من الخراف المستأنسة، متوطن في جزيرة سردينيا الإيطالية.